# Макконнеллсвілл (Огайо)
Макконнеллсвілл (англ. McConnelsville) — селище (англ. village) в США, в окрузі Морган штату Огайо. Населення — 1667 осіб (2020).

## Географія
Макконнеллсвілл розташований за координатами 39°39′39″ пн. ш. 81°50′28″ зх. д. / 39.66083° пн. ш. 81.84111° зх. д. (39.660816, -81.841031).  За даними Бюро перепису населення США в 2010 році селище мало площу 4,91 км², з яких 4,62 км² — суходіл та 0,29 км² — водойми.

## Демографія
Згідно з переписом 2010 року, у селищі мешкали 1784 особи в 765 домогосподарствах у складі 404 родин. Густота населення становила 363 особи/км².  Було 870 помешкань (177/км²).
Расовий склад населення:
| - 93,3 % — білих - 2,4 % — чорних або афроамериканців - 0,7 % — корінних американців - 0,4 % — азіатів |

До двох чи більше рас належало 2,6 %. Частка іспаномовних становила 1,3 % від усіх жителів.
За віковим діапазоном населення розподілялося таким чином: 20,1 % — особи молодші 18 років, 54,5 % — особи у віці 18—64 років, 25,4 % — особи у віці 65 років та старші. Медіана віку мешканця становила 47,1 року. На 100 осіб жіночої статі у селищі припадало 82,0 чоловіків;  на 100 жінок у віці від 18 років та старших — 74,2 чоловіків також старших 18 років.
Середній дохід на одне домашнє господарство  становив 41 269 доларів США (медіана — 30 568), а середній дохід на одну сім'ю — 53 544 долари (медіана — 43 935). Медіана доходів становила 35 833 долари для чоловіків та 31 047 доларів для жінок. За межею бідності перебувало 29,4 % осіб, у тому числі 46,8 % дітей у віці до 18 років та 13,9 % осіб у віці 65 років та старших.
Цивільне працевлаштоване населення становило 572 особи. Основні галузі зайнятості: освіта, охорона здоров'я та соціальна допомога — 31,8 %, роздрібна торгівля — 11,7 %, виробництво — 9,1 %, будівництво — 9,1 %.